# Juan Carlos Tedesco
Juan Carlos Tedesco (Buenos Aires, 5 de febrero de 1944-Ibidem, 8 de mayo de 2017) fue un educador y pedagogo argentino, que se desempeñó como Ministro de Educación de Argentina. Hasta 2017 se desempeñó como Director del Programa para la Mejora de la Enseñanza de la Universidad Nacional de General San Martín.
Publicó numerosos artículos y libros sobre las relaciones entre educación y sociedad. En el ámbito de la cooperación internacional efectuó numerosas misiones de asistencia técnica a Ministerios de Educación de América Latina, África y países árabes. También enseñó cursos de posgrado en las maestrías y doctorados en educación de la Facultad Latinoamericana de Ciencias Sociales; del Instituto Universitario de Estudios del Desarrollo; Universidad de Ginebra; de la Universidad Nacional de Tres de Febrero; de la Universidad Nacional de Costa Rica y de la Universidad Estatal Paulista.

## Biografía
Tedesco estudió Ciencias de la Educación en la Facultad de Filosofía y Letras (Universidad de Buenos Aires), donde se recibió en 1968. Se desempeñó como docente de Historia de la Educación en la Universidad Nacional de La Plata, en la Universidad Nacional del Comahue y en la Universidad Nacional de La Pampa.
Ingresó en la Unesco en 1976 como especialista en política educacional del Proyecto Unesco/CEPAL "Desarrollo y Educación en América latina y el Caribe", en donde estuvo a cargo de las investigaciones sobre educación y empleo.
Entre 1982 y 1986 se desempeñó como Director del CRESALC (Centro Regional de Educación Superior para América Latina y el Caribe), en Caracas. A partir de 1986 fue nombrado Director de la Oficina Regional de Educación para América Latina y el Caribe (OREALC), en Santiago de Chile, cargo que ejerció hasta 1992.
Desde 1992 hasta 1997 se desempeñó como Director de la Oficina Internacional de Educación de la UNESCO, en Ginebra. Fue Director de la sede regional del Instituto Internacional de Planeamiento de la Educación de la UNESCO, en Buenos Aires desde su creación en 1997, hasta 2005. 
Fue profesor en la Universidad de San Andrés y posteriormente en la Universidad Nacional de General San Martín (UNSaM).
Ocupó la Secretaría de Educación del Ministerio de Educación, Ciencia y Tecnología de Argentina durante el gobierno de Néstor Kirchner, desde abril de 2006, hasta diciembre de 2007.
Durante el mandato de Cristina Fernández de Kirchner, fue designado Ministro de Educación, entre el 10 de diciembre de 2007 y el 20 de julio de 2009. Posteriormente, se desempeñó como Director Ejecutivo de la Unidad de Planeamiento Estratégico y Evaluación de la Educación Argentina, dependiente de Presidencia de la Nación, hasta octubre de 2010. Su último puesto fue como Director del Programa para la Mejora de la Enseñanza de la UNSAM. 
En 2016 la Fundación Konex le otorgó el Premio Konex de Platino en la disciplina "Educación". En 2017 el Consejo Latinoamericano y Caribeño de Ciencias Sociales distinguió a Tedesco "por su contribución a la construcción de un pensamiento pedagógico innovador y crítico, por su permanente defensa de la educación pública y por su lucha incansable para la construcción de una América Latina justa, democrática e igualitaria".
Falleció el 8 de mayo de 2017 debido a complicaciones aparejadas por un cáncer de páncreas que sufrió en el último tiempo.

## Libros publicados
- Educación y sociedad en la Argentina: 1880-1945 (Buenos Aires, 1986)
- El Proyecto Educativo Autoritario: Argentina 1976-82; en coautoría con Braslavsky, C. y Carciofi, R. (Buenos Aires, 1983)
- The paradigms of socio-educational research in Latin America (Comparative Educational Review, 1987)
- The role of the State in Education (Prospects, 1989)
- Estrategias de Desarrollo y Educación: el desafío de la gestión pública (Madrid, 1991)
- Una nueva oportunidad. El rol de la educación en el desarrollo de América Latina, Santillana, 1995 (en cooperación con E. Schiefelbein)
- El Nuevo Pacto Educativo, Anaya, 1995.
- Educar en la sociedad del conocimiento, Fondo de Cultura Económica, 2000.
- Educación y justicia social en América Latina, Fondo de Cultura Económica-UNSAM, 2012.
- La educación argentina hoy. La urgencia del largo plazo, Siglo XXI Editores-Fundación OSDE, 2015 (compilador).
- Educar en la sociedad del conocimiento, México, Fondo de Cultura Económica, 2000.